# Roberto De Simone
Roberto De Simone (Napoli, 25 agosto 1933 – Napoli, 6 aprile 2025) è stato un regista teatrale, compositore e musicologo italiano.

## Biografia
Nipote dell'omonimo Roberto De Simone, attore teatrale e cinematografico, comincia a studiare pianoforte all'età di sei anni. Una sua zia fu una mezzosoprano interprete di Azucena de Il trovatore e a otto anni si esibì per la prima volta in concerto accompagnando una sua cugina soprano in un duetto dal Rigoletto di Giuseppe Verdi. Durante la guerra la famiglia è costretta a scappare dalla città per rifugiarsi nella cittadina di Somma Vesuviana, dove trascorre gran parte della sua giovinezza, entrando proprio qui a contatto per la prima volta con le forme musicali popolari della Campania. Nel 1943 si iscrive al Conservatorio di San Pietro a Majella di Napoli, dove studiò composizione con Renato Parodi e pianoforte con Tita Parisi. Nel 1944 assiste ad un'esecuzione della Turandot di Giacomo Puccini al Teatro di San Carlo, dalla quale rimane subito molto colpito e che lo spinge a studiare la musica in modo molto più approfondito. A quindici anni esegue il concerto per pianoforte e orchestra K. 466 di Mozart, per il quale scrive anche le cadenze. Successivamente, con l'esecuzione del concerto in do minore nº 3 per pianoforte e orchestra di Beethoven, è indicato come uno degli allievi più meritevoli dei conservatori italiani e partecipa al Premio Nazionale intitolato a Giuseppe Martucci. Consegue da privatista anche gli esami presso il liceo classico Vittorio Emanuele II e quello dell'Antonio Genovesi a Napoli.
Nel 1957 inizia una carriera concertistica che alterna con ricerche sull'espressività popolare di Napoli e della Campania e con una collaterale attività di compositore e musicologo colto, rivolgendosi in questa veste soprattutto alla ricerca, all’analisi ed al recupero di opere teatrali e sacre dell’antica tradizione della scuola musicale napoletana. Lascia successivamente il concertismo e gli studi, è iscritto alla Facoltà di Lettere presso l'Università Federico II di Napoli, per dedicarsi esclusivamente all'attività di compositore e all'approfondimento delle tradizioni popolari campane, mettendo da parte la musica classica.
In questo periodo scrive le musiche per gli spettacoli televisivi e teatrali, come Edipo re di Sofocle, La lunga notte di Medea di Corrado Alvaro, con la regia di Maurizio Scaparro, Lungo il fiume e sull'acqua, per la regia di Alberto Negrin, Io Raffaele Viviani di Achille Millo, Storie della camorra, sceneggiato televisivo di Rai 1 del 1978.
In questi anni inizia la collaborazione con l'Autunno Musicale Napoletano in qualità di maestro sostituto e clavicembalista dell'Orchestra Scarlatti.
Nel 1967 l'incontro con un gruppo di giovani interessati ad una nuova proposta della musica popolare, Giovanni Mauriello, Eugenio Bennato e Carlo d'Angiò, determina la nascita della Nuova Compagnia di Canto Popolare, della quale è l'elaboratore dei materiali musicali. A questo primo insieme si aggiungono, in un secondo momento, Patrizia Schettino, Peppe Barra, Patrizio Trampetti e in seguito Fausta Vetere che sostituisce la Schettino.
Dopo un periodo di esclusiva attività musicale, il gruppo accentua progressivamente il carattere teatrale delle proprie esibizioni, così nel 1974 esso presenta al Teatro San Ferdinando di Napoli una rilettura della Cantata dei Pastori di Andrea Perrucci e nel 1976 nasce La gatta Cenerentola, opera scritta e musicata dallo stesso De Simone che determinerà il vero successo ma anche la rottura dei rapporti con alcuni componenti della NCCP.
Dopo l'esperienza con la Nuova Compagnia di Canto Popolare, De Simone continua la sua opera di rinnovamento attraverso una sempre più stretta collaborazione con il gruppo di artisti "Media Aetas", nel quale ritrova Virgilio Villani, già protagonista della Gatta e di Masaniello; con i Media Aetas la ricerca non parte più dal folklore della cultura orale ma da basi storiche.
Oltre a La gatta Cenerentola, tra il 1976 e il 1998, diretta da Domenico Virgili e L'Opera Buffa del Giovedì Santo, nel 1980, poi ripresa nel 1999, tra gli altri ha messo in scena anche gli spettacoli Masaniello (1975), Mistero Napolitano (1977), Il canto de li cunti (1993), Le cantatrici villane di Valentino Fioravanti (1998) e L'impresario in angustie (2001).

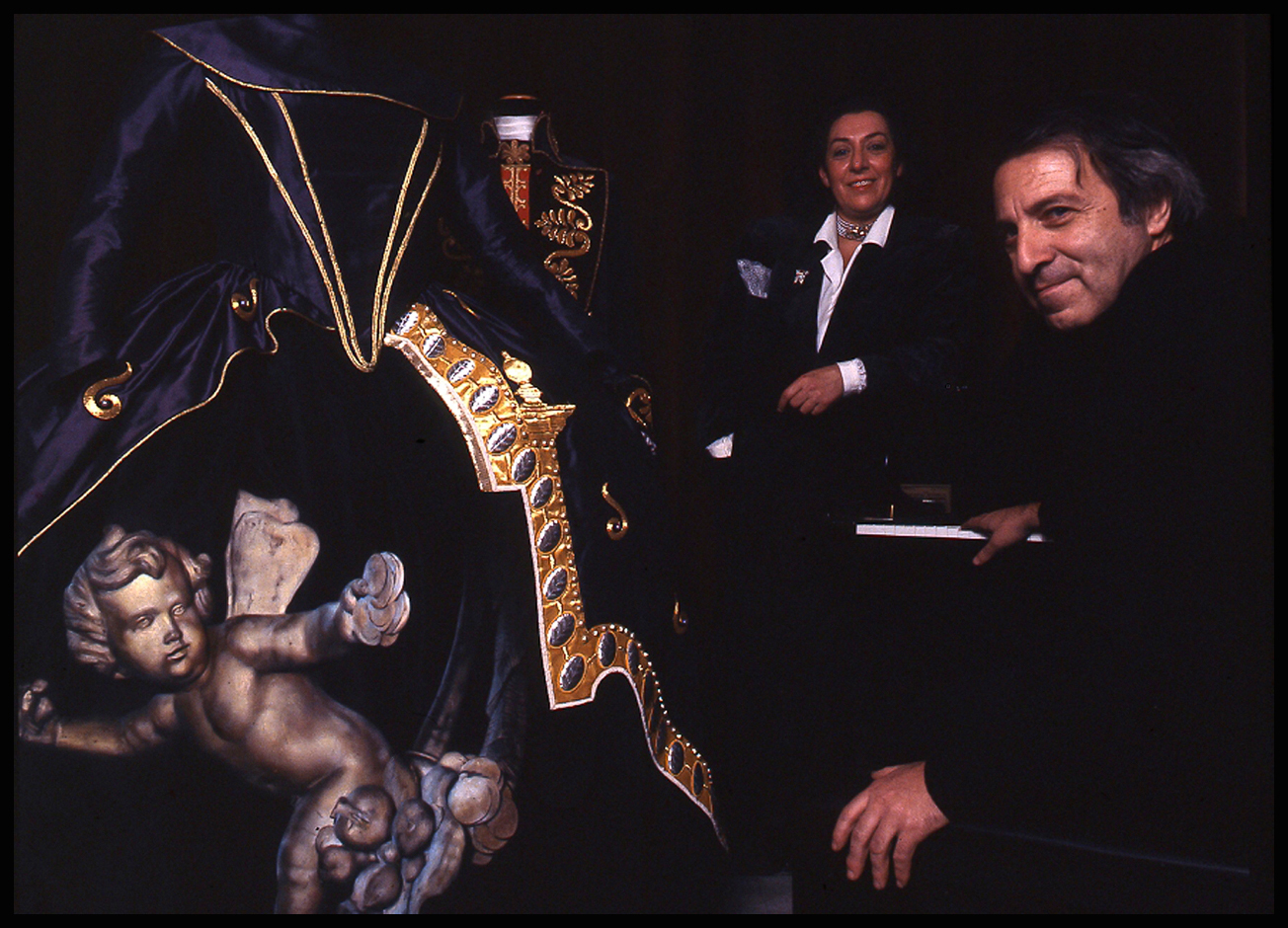
Roberto De Simone con la costumista Odette Nicoletti nel 1989

Come compositore scrive, tra le altre, l'album Io Narciso Io (1985), il Requiem in memoria di Pier Paolo Pasolini (1985), la Festa Teatrale, composta per il 250º anniversario del Teatro di San Carlo (1987), le musiche corali per l'Agamennone di Eschilo (1995), Eleonora, opera composta per il bicentenario della rivoluzione napoletana (1999). Collabora anche alle musiche dell'album Non farti cadere le braccia di Edoardo Bennato.
Egli cura anche la regia di svariate opere liriche per i maggiori teatri mondiali. Gli assi portanti del suo repertorio in questo settore sono costituiti dagli allestimenti delle opere di Mozart, come Idomeneo e Il flauto magico che hanno inaugurato la stagione lirica del Teatro alla Scala di Milano nel 1990 e nel 1995, di Giuseppe Verdi come il Nabucco, che ha aperto la stagione scaligera del 1986, opere di Gioachino Rossini e di Pergolesi. 
Gli studi e le ricerche compiute da De Simone sulle tradizioni campane confluiscono in testi e antologie di dischi. Fra le sue pubblicazioni sono da ricordare i volumi Chi è devoto (1975), Carnevale si chiamava Vincenzo (in collaborazione con l'antropologa Annabella Rossi; 1977), Canti e tradizioni popolari in Campania, edito dalla Lato Side, Il segno di Virgilio (1982), La tarantella napoletana nelle due anime del Guarracino (1991), Fiabe Campane (1993), Il Presepe popolare napoletano (1999), La cantata dei Pastori (2000).
Negli anni settanta insegna Storia del teatro all'Accademia di belle arti di Napoli e dal 1981 al 1987 è direttore artistico del Teatro di San Carlo. Nel 1995 diviene direttore del Conservatorio di San Pietro a Majella. Nel 1998 è nominato Accademico di Santa Cecilia di Roma, e successivamente insignito del Cavalierato delle Arti (Chevalier des Arts et des Lettres) dal presidente della Repubblica francese. Nel 2003 viene insignito del premio Roberto I Sanseverino, organizzato dal comune di Mercato San Severino e dall'associazione La Magnifica Gente d'o Sud.
Nel 2007 realizza Là ci darem la mano, dedicato al centenario di Mozart, utilizzando in scena per tutto il secondo atto un teatrino di burattini. Lo spettacolo viene premiato col premio E.T.I. Gli Olimpici del Teatro come migliore spettacolo musicale originale.
Nel 2010 partecipa alle prove del canto dei Battenti a Minori in costiera amalfitana. Curerà la composizione strutturale cameristica per lo spettacolo Memento/Momento per Sergio Bruni da Nino D'Angelo, che il giorno 21 ottobre 2013 debutterà al Teatro di San Carlo di Napoli per una serata/evento ad omaggiare i dieci anni dalla morte di Sergio Bruni.
Nel 2013 assume la direzione artistica per l'edizione del 2014 della Festa dei Gigli di Nola, divenuta "Patrimonio orale e immateriale dell'umanità". Decide di dimettersi poco prima dell'inizio della kermesse a seguito di contrasti con l'organizzazione. 
Da tempo affetto dalla malattia di Parkinson, è morto nella sua casa di via Foria a Napoli il 6 aprile 2025, all'età di 91 anni. La camera ardente è stata allestita all'interno del foyer del Teatro di San Carlo dal pomeriggio dell'8 aprile, mentre i funerali si sono svolti il giorno successivo nel Duomo di Napoli, celebrati dal cardinale arcivescovo della città, Domenico Battaglia, alla presenza di autorità civili, artisti e gente comune.

## Opere

### Composizioni musicali
- I ragazzi di padre Tobia – serie TV (1968-1973) - musiche originali
- La festa di Piedigrotta di Raffaele Viviani
- Lauda intorno allo Stabat
- La cantata dei Pastori (dall'omonima opera di Andrea Perrucci)
- La gatta Cenerentola
- L'opera buffa del Giovedì Santo
- Eden Teatro di Raffaele Viviani
- La Lucilla costante di Silvio Fiorillo
- Il Bazzariota, ovvero la dama del bell'umore di Domenico Macchia
- Le religiose alla moda di Gioacchino Dandolfo
- Le novantanove disgrazie di Pulcinella
- Mistero e processo di Giovanna d'Arco
- Mistero Napolitano
- Messa di Requiem in memoria di Pier Paolo Pasolini
- Eleonora[11]
- L'opera dei centosedici
- Populorum progressio
- Il Re Bello, su libretto di Siro Ferrone, dal racconto di Aldo Palazzeschi

### Opere letterarie
- La gatta Cenerentola. Favola in musica in tre atti, Collezione di teatro n.214, Torino, Einaudi, 1977, ISBN 978-88-06-21923-9.
- Demoni e Santi. Teatro e teatralità barocca a Napoli, Electa Napoli, 1984.
- Disordinata storia della canzone napoletana, Valentino editore, 1994.
- Il presepe popolare napoletano, Collana Saggi, Torino, Einaudi, 1998-2004.
- L'opera buffa del giovedì santo, Collezione di teatro, Torino, Einaudi, 1999.
- La Cantata dei pastori, Collana Saggi, Torino, Einaudi, 2000, ISBN 978-88-06-15632-9.
- Il cunto de li cunti di Giambattista Basile nella riscrittura di Roberto De Simone (2 vol.), Collana I millenni, Torino, Einaudi, 2002, ISBN 978-88-06-14214-8.
- Prolegomeni al Socrate immaginario, Collezione di teatro, Torino, Einaudi, 2005, ISBN 978-88-06-17863-5.
- Novelle K 666. Fra Mozart e Napoli, Collana L'Arcipelago, Torino, Einaudi, 2007, ISBN 978-88-06-18685-2.
- Son sei sorelle, Rituali e canti della tradizione in Campania, Roma, Squilibri, 2010, ISBN 978-88-89009-30-7. Libro + 7 CD, ristampa dell'originale del 1977.
- Omaggio a Giovan Battista Pergolesi (1710-2010), Grimaldi & C., 2010, ISBN 978-88-89-87962-7.
- Cinque voci per Gesualdo. Travestimento in musica e teatro di un mito d'amore, morte e magia, Collezione di teatro, Torino, Einaudi, 2013, ISBN 978-88-06-21744-0.
- Satyricon a Napoli '44. Fra Santa Chiara e San Gregorio Armeno, Collana L'Arcipelago, Torino, Einaudi, 2014, ISBN 978-88-06-21978-9.
- La canzone napolitana, Collana I Millenni, Torino, Einaudi, 2017, ISBN 978-88-06-23474-4.
- L'Oca d'Oro, Collezione di Teatro, Torino, Einaudi, 2019, ISBN 978-88-06-24049-3.
- Dell’Arco Giovanna d’Arco : Mystère cinematografico per musica, Collana I nuovi trucioli, Napoli, Colonnese, 2024, ISBN 9791281142282.

### Curatele
- Il Cunto de li Cunti di Giambattista Basile nella riscrittura di Roberto De Simone (2 voll.), Collana I Millenni, Torino, Einaudi, 2002, ISBN 978-88-06-14214-8.

### Discografia
- Nuova Compagnia di Canto Popolare, con Nuova Compagnia di Canto Popolare [Rare 1971]
- Nuova Compagnia di Canto Popolare, disco doppio, con Nuova Compagnia di Canto Popolare [Rare 1972]
- NCCP (dal vivo al Teatro Belli di Roma), con Nuova Compagnia di Canto Popolare [EMI 1973]
- Li sarracini adorano lu sole, con Nuova Compagnia di Canto Popolare [EMI 1974]
- Tarantella ca nun va 'bbona, con Nuova Compagnia di Canto Popolare [EMI 1975]
- La gatta Cenerentola, con Nuova Compagnia di Canto Popolare e compagnia Il Cerchio [EMI 1976]
- Quant'è bello lu murire acciso [RCA Italiana 1976]
- 11 mesi e 29 giorni, con Nuova Compagnia di Canto Popolare [EMI 1977]
- La cantata dei pastori, con Nuova Compagnia di Canto Popolare [EMI 1977]
- Io Narciso Io [RCA Italiana 1977]
- La fine del mondo nel nostro solito letto in una notte piena di pioggia [RCA Italiana 1978]
- La tradizione in Campania [EMI 1979]
- Fontamara [CBS 1980]
- Bello Cantare [Rai Trade 2006], con Media Aetas (registrato nel 1986)
- Li Turchi Viaggiano [Oriente 2003], con Media Aetas
- Specula & gemini [Rai Trade 2004], con Bruno Tommaso (con orchestra Jazz A Majella e la partecipazione di Maria Pia De Vito)
- Era de maggio [Rai Trade 2006], con Antonella Morea
- L'armonia sperduta [BRC 2014], con Raffaello Converso
- Ammore busciardo [Zeus Records 2016], con Alfredo Napoletano
- Canti della dimenticanza [Zeus Records 2022], con Raffaello Converso

## Riconoscimenti

### Premi
Premio Ubu - 1978/79
Miglior spettacolo con musiche - Mistero napolitano
Bidone d'oro - 28 ottobre 2009
Premio del movimento artistico culturale "Esasperatismo Logos & Bidone" per le attività culturali